# مسئولیت مدنی ناشی از فرایند درمان
مسئولیت مدنی عبارت است از مسئولیت در مقام خسارتی که شخص یا فردی که تحت مراقبت یا اداره وی است یا اشیاء تحت حراست وی به دیگری وارد می‌نماید. به عبارتی مسئولیت مدنی، تعهد و الزامی است که شخص برای جبران خسارات وارده به دیگری دارد؛ اعم از این که زیان مذکور در اثر عمل شخص مسئول یا عمل فعل وابسته به او یا ناشی از اشیاء و اموال تحت مالکیت یا تصرف او باشد. در حقوق مدنی، شرط تحقق مسئولیت، ایراد خسارت و اثبات رابطه سببیت است و علی‌القاعده به قصد و نیت فاعل ضرر توجهی نمی‌شود.

## انواع مسئولیت مدنی
مسئولیت مدنی به دو قسمت قهری و قراردادی تقسیم می‌شود. مسئولیت قهری به نقض تعهدات قانونی یا عرفی شخص در صحنه اجتماع اختصاص دارد. اما مسئولیت قراردادی به جبران خسارات ناشی از نقض تعهدات قراردادی مربوط می‌شود. مفهوم و نقش تقصیر در این نوع مسئولیت‌ها از جمله مسائلی است که همواره مورد اختلاف حقوقدانان بوده است. در واقع، مسئولیت قراردادی عبارت است از «تعهدی که در نتیجه تخلف از مفاد قرارداد خصوصی برای شخص ایجاد می‌شود». اما در برابر «مسئولیت خارج از قرارداد یا قهری هنگامی ایجاد می‌شود که بر اثر نقض وظیفه قانونی، زیانی به شخص وارد آید». در واقع ریشه این نوع مسئولیت، پیمان و قرارداد بین فاعل و زیان‌دیده نیست، بلکه تخلف از تکالیف قانونی است که برای همه وجود دارد؛ مثل طبیبی که بدون انعقاد قرارداد با بیمار یا نزدیکان او مبادرت به عمل جراحی نماید و این عمل منتهی به نقص عضو یا آسیب و خسارت به بیمار گردد، در این قبیل موارد، مسئولیت خارج از قرارداد خواهد بود. در فقه اسلامی و قانون مدنی به مسئولیت خارج از قرارداد ضمان قهری می‌گویند

## مسئولیت مدنی پزشکی
مسئولیت پزشک یکی از مسائل اساسی حقوق پزشکی است که در رابطه پزشک و بیمار مدنظر قرار می‌گیرد. در واقع، در بیشتر موارد رابطه پزشک و بیمار به منزله قراردادی است که میان آن دو بسته شده و به موجب این رابطه حقوقی، پزشک در برابر خدمات علمی و اجرایی خود همان‌طور که نفعی عاید وی می‌شود مکلف به انجام تکالیفی است که در زبان حقوقی از آن به مسئولیت به معنی اعم کلمه تعبیر می‌شود.

## فرایند درمان
فرایند درمان به همه اقداماتی گفته می‌شود که پیش یا پس از بیماری جسمی یا روانی و به منظور بازگرداندن سلامت یا کاهش دردهای بیمار یا اطرافیان او یا حتی جامعه و در برخی موارد برای ثابت نگه‌داشتن شرایط فعلی بیمار یا خانواده او یا جامعه انجام می‌شود. این که در تعریف آمده است «پیش از بیماری» برای این است که در برخی موارد بیماری به معنای مصطلح آن وجود ندارد. برای نمونه، شخصی -حقیقی یا حقوقی- با پزشک یا مؤسسه‌ای قراردادی می‌بندد که مثلاً ماهی یک بار از افراد خانواده یا کارمندان او آزمایش‌ها و چکاپ‌های لازم صورت پذیرد تا وضعیت سلامت آن‌ها مشخص و در صورت لزوم، اقدامات پیش‌گیرانه به موقع انجام شود.